# Observador
En física, un observador  és qualsevol ens capaç de realitzar mesuraments de magnituds físiques d'un sistema físic per obtenir informació sobre l'estat físic d'aquest sistema.
Per "abús de llenguatge" també es denomina observador a la descripció matemàtica d'un d'aquests ens capaços de fer mesures. Donats dos observadors un problema fonamental és establir les  lleis de transformació  necessàries per relacionar les mesures de diferents observadors.

## Observadors en Mecànica clàssica
Els observadors en mecànica clàssica tenen dues propietats fonamentals:
1. Temps absolut . Tots els observador comparteixen una referència temporal, o temps absolut, és a dir, hi ha una magnitud escalar anomenada temps que té el mateix valor invariant per a tots els observadors amb independència del seu estat de moviment.
2. Discrecionalitat de la mesura . És possible concebre, almenys en teoria, un procediment de mesura arbitràriament exacte, tal que qualsevol que sigui la magnitud física observada en el procés de mesura no altera l'estat físic. És a dir, poden tractar-discrecionalment l'observador i al sistema físic observat.

### Mecànica newtoniana
En mecànica newtoniana un observador és qualsevol subjecte o aparell de mesurar associat a un sistema de referència cartesià (encara que podem definir sistemes de referència no cartesians, no solen usar-se en el marc de la mecànica newtoniana). A més en mecànica newtoniana existeixen un tipus d'observadors "privilegiats" anomenats observadors inerciales (encara que un sistema de referència cartesià pot ser inercial o no-inercial).
Els sistemes de referència inercials tenen la peculiaritat que en ells se satisfan directament les lleis de Newton. En canvi en els sistemes no-inerciales, la suma de forces reals no iguala al producte de la massa per l'acceleració de la partícula. De fet un observador no-inercial que tractés d'estudiar el moviment d'una partícula a partir de les lleis de Newton es veuria obligat a introduir certes forces aparents o forces fictícies que sumades a les forces reals si verificarien llavors les lleis de Newton.

### Mecànica de mitjans continus
En l'estudi de la deformació en la mecànica de mitjans continus s'empren comunament dos sistemes de coordenades diferents:
- Les  coordenades lagrangianes  o  materials .
- Les  coordenades eulerianes  o  espacials .

## Observadors en Mecànica relativista
De les dues propietats fonamentals dels observadors de la mecànica clàssica: la propietat del  temps absolut  i la  discrecionalitat de la mesura , en mecànica relativista només es manté la segona. Ja que a causa del caràcter relatiu de l'espai i el temps els observadors no pot definir un temps absolut independent de l'observador, sinó que cada un té el seu temps propi.
En mecànica relativista un observador d'una regió de l'espaitemps ve caracteritzat per una secció del fibrado de bases ortonormals de l'espai tangent a cada punt [de la varietat diferenciable que representa] l'espaitemps corb.
Així un observador seria una assignació a cada punt de l'espai temps de quatre camps vectorials continus mútuament ortogonals, que representarien els "eixos de coordenades" usats per a aquest punt. Matemàticament aquests camps vectorials formen un marc mòbil. La condició que l'observador sigui físicament realitzable, mitjançant instruments i aparells de mesura, és que un aquests camps vectorials sigui per a tot punt de l'espaitemps un vector temporal. Un observador per tant podria representar sobre una regió amb coordenades  x   μ  com:

{\displaystyle \left\{e_{0}(x^{\mu }),e_{1}(x^{\mu }),e_{2}(x^{\mu }),e_{3}(x^{\mu })\right\}_{obstant}}

On:
{\displaystyle g(e_{0},e_{0})<0,\qquad g(e_{i},e_{i})<0\quad (e\in \left\{1,2,3\right\}}

La Objetv física  de l'espaitemps, o més pròpiament intersubjectivitat de les mesures, implica que en ser observat un mateix fenomen físic per diferents observadors les mesures realitzades per aquests han de ser relacionables per regles fixes, conegudes com a lleis de transformació d'acord amb si la magnitud física és de tipus escalar, vectorial o pròpiament tensorial. 

Si els sistemes d'eixos ortogonals usats per dos observadors venen donats per {\displaystyle \left\{{\hat {e}}_{0},{\hat {e}}_{1}{\hat {e}}_{2},{\hat {e}}_{3}\right\}_{obstant1}} i {\displaystyle \left\{{\bar {e}}_{0},{\bar {e}}_{1}{\bar {e}}_{2},{\bar {e}}_{3}\right\}_{obstant2}}, les components físiques d'un tensor qualsevol  T  vindran donades per en els dos sistemes de coordenades seran diferents: 

{\displaystyle T={\hat {T}}_{\alpha _{1},...\alpha _{m}}^{\beta _{1}...\beta _{n}}\quad {\hat {e}}_{\alpha _{1}}\otimes ...\otimes {\hat {e}}_{\alpha _{m}}\otimes {\hat {\theta }}^{\beta _{1}}\otimes ...\otimes {\hat {\theta }}^{\beta _{n}}}
{\displaystyle T={\bar {T}}_{\alpha _{1},...\alpha _{m}}^{\beta _{1}...\beta _{n}}\quad {\bar {e}}_{\alpha _{1}}\otimes ...\otimes {\bar {e}}_{\alpha _{m}}\otimes {\bar {\theta }}^{\beta _{1}}\otimes ...\otimes {\bar {\theta }}^{\beta _{n}}} 

{\displaystyle {\hat {T}}_{\alpha _{1},...\alpha _{m}}^{\beta _{1}...\beta _{n}}\neq {\bar {T}}_{\alpha _{1},...\alpha _{m}}^{\beta _{1}...\beta _{n}}}

On hem usat el conveni de sumació d'Einstein i: 

{\displaystyle \left\{{\hat {\theta }}^{0},{\hat {\theta }}^{1}{\hat {\theta }}^{2},{\hat {\theta }}^{3}\right\}_{obs1}}, base dual de {\displaystyle \left\{{\hat {e}}_{0},{\hat {e}}_{1}{\hat {e}}_{2},{\hat {e}}_{3}\right\}_{obs1}}, definida por: {\displaystyle {\hat {\theta }}^{\beta }({\hat {e}}_{\alpha })=\delta _{\alpha }^{\beta }}.

{\displaystyle \left\{{\bar {\theta }}^{0},{\bar {\theta }}^{1}{\bar {\theta }}^{2},{\bar {\theta }}^{3}\right\}_{obs2}}, base dual de {\displaystyle \left\{{\bar {e}}_{0},{\bar {e}}_{1}{\bar {e}}_{2},{\bar {e}}_{3}\right\}_{obs2}}, definida por: {\displaystyle {\bar {\theta }}^{\beta }({\bar {e}}_{\alpha })=\delta _{\alpha }^{\beta }}

No obstant això, les components mesures per l'observador 1 i l'observador 2 pel principi d'objectivitat de la realitat física estaran relacioandas de la següent manera (novament s'usa la convenció d'Einstein):
{\displaystyle {\bar {T}}_{\alpha _{1},...\alpha _{m}}^{\beta _{1}...\beta _{n}}={\hat {T}}_{\alpha '_{1},...\alpha '_{m}}^{\beta '_{1}...\beta '_{n}}\quad {A^{T}}_{\beta '_{1}}^{\beta _{1}}...{A^{T}}_{\beta '_{n}}^{\beta _{n}}A_{\alpha _{1}}^{\alpha '_{1}}...A_{\alpha _{n}}^{\alpha '_{n}}}
On  A  representa la matriu canvi de base, entre les bases vectorials donades per l'observador 1 i l'observador 2. Per exemple si considerem només observadors inerciales dins de la teoria de la relativitat especial la matriu  A  és simplement una transformació de Lorentz.

## Observadors en Mecànica quàntica
En mecànica quàntica dels dos supòsits fonamentals dels observadors de la mecànica quàntica, el de  discrecionalitat de la mesura  resulta inacceptable (en canvi el del  temps absolut  és usat en mecànica quàntica no relativista, però no és acceptable a mecànica quàntica relativista.
La manca de discrecionalitat de la mesura ocasiona complicacions, recollides en els postulats III i IV i que en conjunt afirmen que el resultat d'una magnitud física no ha de tenir un valor determinat i fix per a un observador. El resultat d'una mesura és una variable aleatòria encara que la seva distribució de probabilitat generalment sí que és coneguda, a més durant el procés de mesura el sistema experimenta una evolució no determinista i impredictible (en l'interval entre mesures en canvi el sistema evoluciona d'acord amb l'equació de Schrödinger tal com afirma el postulat V).